# Азіру

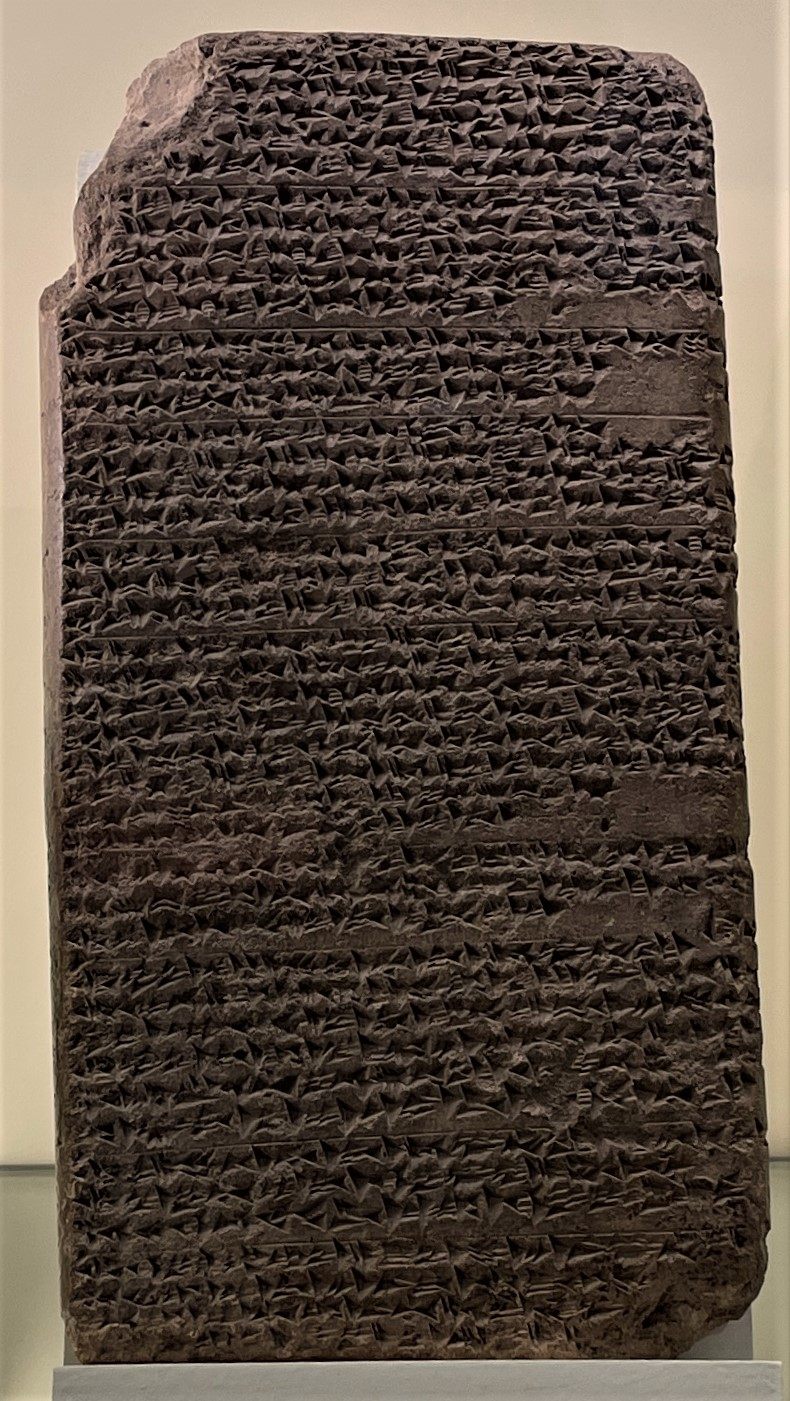
Лист, адресований Азіру єгипетським фараоном Ехнатоном

Азіру — цар Амурру, син Абдаширти, правив бл. 1345 року до н. е. Він відомий з власних та чужих листів з Амарни. Сучасник фараона Аменхотепа IV (Ехнатона) та союзник хеттського царя Суппілуліуми I. Азіру командував загонами кочівників - хабіру, і з їхньою допомогою намагався підкорити ряд держав Сирії та Фінікії. За правління Азіру Амурру відігравало значну роль в міжнародній політиці на Близькому Сході. Тривалий час боровся з Етаккамою, царем Кадешу.

## Історія
Разом зі своїми братами Азіру вирушив відвойовувати царство Амурру та відновлювати вплив свого батька в Ханаані. Зміцнивши свою владу після облоги та захоплення портового міста Цумур, фараон Ехнатон (Аменхотеп IV) визнав його законним правителем Амурру та захисником єгипетських інтересів. Однак незабаром, знехтувавши своєю покірністю фараону, Азіру скористався нестабільною політичною сценою в Сирії, що виникла внаслідок зростання могутності Хатті. Він розпочав серію завоювань, включивши до свого королівства значну частину території своїх сусідів на сході (Нія, Катна, Туніп) та півдні (Бібл). Місцеві правителі, що перебували в облозі, особливо Рібадді II з Біблу, якого Азіру вдалося повалити, постійно засуджували його амбіції та експансіонізм у своїх листах до фараона. Хоча Азіру, здається, спочатку грав у подвійну гру, прагнучи зробити своє правління незалежним як від Єгипту, так і від Хатті, «річний» похід Суппілуліуми I в Сирії переконав його прийняти васальний договір з хеттським імператором. Під захистом свого нового повелителя Азіру забезпечив собі право на царство дипломатичним шляхом, уклавши угоди зі своїми північними та східними сусідами, Нікмадду II з Угариту та Етаккамою з Кадешу, які також стали васалами Суппілуліуми І. Азіру помер у дуже похилому віці, залишаючись вірним своєму хеттському повелителю (на той час Мурсілі II) та заснувавши династію в Амурру, яка проіснувала майже два століття.